# M/T Laslovo
M/T Laslovo je trajekt za lokalne linije u sastavu flote hrvatskog brodara Jadrolinije. Izgrađen je 1997. u splitskom BSO-u i dio je serije trajekata koju čine još M/T Kijevo i M/T Ston. Kao i M/T Kijevo Laslovo je ime dobio po naselju Laslovu, koje je u Domovinskom ratu bilo vrlo razoreno i uništeno.Trenutno plovi na liniji Drvenik-Sućuraj.
M/T Laslovo je kapaciteta 150 osoba i 36 automobila.